# Веселин Вешев
Веселин Миленов Вешев e български политик, спортист и предприемач от партия „Възраждане“. Народен представител от „Възраждане“ в XLIX, L, LI народно събрание. В периода от 2021 до 2023 г. е общински съветник от групата на „Възраждане“ в Общинския съвет на Варна. Бил е дългогодишен състезател по силов трибой, треньор и съдия. Шампион и рекордьор по вдигане от лег и силов трибой. Развива собствен бизнес в сферата на селското стопанство. Бил е управител е на фирмите „Чан 2013“ ООД, „Вешев“ ООД и „Фармагро“ ООД.

## Биография
Веселин Вешев е роден на 14 юли 1970 г. в Бяла Слатина, Народна република България. От 1993 г. участва на състезания за културисти, явява се на регионални състезания по трибой. През 2000 г. участва на републиканско първенство по вдигане от лег, през същата година на пролетния турнир по вдигане от лег става 4-ти в категория до 90 кг. През 2001 и 2002 г. е два пъти вицешампион, след това става шампион на България по вдигане от лег през 2003, 2004, 2005, 2006  и 2008 . Три пъти подобрява републиканския рекорд по вдигане от лег в категорията си. На силов трибой през 2002 г. е 5-и, а през 2003 г. става 4-ти. След 2010 г. е многократен шампион по силов трибой за ветерани. 

## Политическа дейност
На 27 януари 2020 г. участва в протест на „Възраждане“ срещу правителството на ГЕРБ, след който е арестуван. Съставен му е обвинителен акт в Софийския районен съд за нанасяне на лека телесна повреда. Наказателното производство срещу него е спряно в края на 2021 г. след избора на Вешев за общински съветник. През юни 2023 г. главният прокурор на Иван Гешев внася в деловодството на 49-ото народно събрание искане за сваляне на имунитета му.
През декември 2023 г. Веселин Вешев заедно със своя съпартиец Златан Златанов се сдърпват в Народното събрание с Йордан Цонев и Делян Пеевски от ДПС.
В началото на юни 2025 г. делото срещу Вешев и Ангел Георгиев е прекратено  и върнато на прокуратурата от Софийски районен съд, заради съществени нарушения в обвинителния акт. 
Веселин Вешев е областен координатор на „Възраждане“ за област Шумен, Търговище и Разград.

### Местни избори
На местните избори през 2019 г. е кандидат от „Възраждане“ (шести в листата за общински съветници) и кандидат за кмет на район Аспарухово във Варна. През декември 2021 г. става общински съветник във Варна заедно със Стоян Петков и Юлиян Губатов, които заемат местата на Бранимир Балачев, Костадин Костадинов и Цончо Ганев, които са избрани за народни представители.
На местните избори през 2023 г. като областен координатор в Шумен организира пресконференция в БТА, на която издига кандидатурата на Ивайло Обретенов за кмет на Шумен. 

### Парламентарни избори
На парламентарните избори през април 2021 г. е кандидат за народен представител от листата на партия „Възраждане“ в 30-и МИР – Шумен, като е втори в листата след водача на партията Николай Костадинов.
На Парламентарните избори през юли 2021отново е кандидат за народен представител от листата на партия „Възраждане“ в 30-и МИР – Шумен, като пак е втори в листата след водача на партията Николай Костадинов
На парламентарните избори през ноември 2021 г. е кандидат за народен представител от листата на партия „Възраждане“ в 30-и МИР - Шумен, като пак е втори в листата след водача на партията Николай Костадинов
На парламентарните избори през 2022 г. е кандидат за народен представител от листата на партия „Възраждане“, водач в 18-и МИР – Разград  , но не успява да спечели мандат.
На парламентарните избори през април 2023 г. е кандидат за народен представител от листата на партия „Възраждане“, водач в 30-и МИР – Шумен. Избран е за народен представител. Член е на парламентарната Комисия по земеделието, храните и горите и на Комисията по въпросите на младежта и спорта.